# قديتا
قدّيتا، قرية فلسطينية مهجرة تقع في شمال غرب مدينة صفد، تبعد عنها قرابة 7 كم، منها 5 كم طريقًا معبّدة. وقعت قديتا على منحدر تلّ بين قرى طيطبا ودلاتة والرأس الأحمر والجش وعين الزيتون وعموقة. تأثرت قديتا بزلزال صفد عام 1837 الذي ألحق بها أضرارًا شديدة.
دمّر اليهود لاحقًا قرية قدّيتا في تاريخ 11 أيار من عام 1948 وشرّد أهلها.

## القرية جغرافيًّا
أنشئت قدّيتا فوق قمة أحد جبال الجليل الأعلى على ارتفاع 775م عن مستوى سطح البحر. في جنوبها الشرقي وعلى بُعد 2 كم منها يقع جبل صفد (816م). أمّا وادي العين فيمُرّ على بُعد ربع كيلومتر غربها ووادي طيطبا على بُعد نصف كيلومتر شرقها، وهما رافدان لوادي الطواحين رافد وادي العمود، الذي يصب في بحيرة طبرية. في شمال غرب القرية بئر للماء على بعد 250م.

## احتلال القرية وتطهيرها عرقيًّا
استنادًا إلى شعبة الاستخبارات العسكرية الإسرائيلية، فإنّ عدة قرى في الجليل بينها قديّتا هجرت مباشرة بعد سقوط صفد وبحلول 11 أيار 1948 كانت القرية خلت من سكانها جراء الاستيلاء على صفد في 9-10 أيار مايو. ولا توضيح من المؤرخ الإسرائيلي بيني موريس هل شنت قوات «الهاغاناه» هجومًا مباشرًا على قدّيتا عندما دخلتها أم لا، ولا إذا دمرت. كانت قدّيتا تقع في أقصى الغرب لحدود عملية يفتاح التي نفذت لجعل الجليل الشرقي (خاليا من العرب) والظاهر أنّ بعض سكان قدّيتا طرد بعد زمن من احتلال القرية. ففي سنة 1949، بحسب ما يقوله موريس، نقل بعض اللاجئين من قدّيتا إلى عكبرة، جنوبي صفد مباشرةً وهنالك عاش هؤلاء اللاجئون أوضاعًا معيشية شديدة العسر لعدة أعوام.

## القرية اليوم
لم يبق منها إلّا بضعة قبور في المقبرة وأنقاض حجرية متناثرة من المنازل المدمرة. يغطي الموقع الأشواك والنباتات البرية وكذلك ببعض شجرات التين والزيتون المهملة. أمّا الأراضي المحيطة، غرس سكان المستعمرتين المجاورتين الغابات والأشجار المثمرة في بعضها.

## المستعمرات الإسرائيلية على أراضي القرية
على أراضي القرية. لا وجود لمستعمرات. غير أن مستعمرة كفر حوشن [الإنجليزية] (سفسوفة) التي بنيت على أراضي قرية صفصاف إلى الشمال الغربي ومستعمرة دلتون [الإنجليزية] التي بنيت على أراضي قرية دلاتة إلى الشمال الشرقي، لا تبعدان كثيرًا عن موقع القرية.